# Västermalm, Stockholm

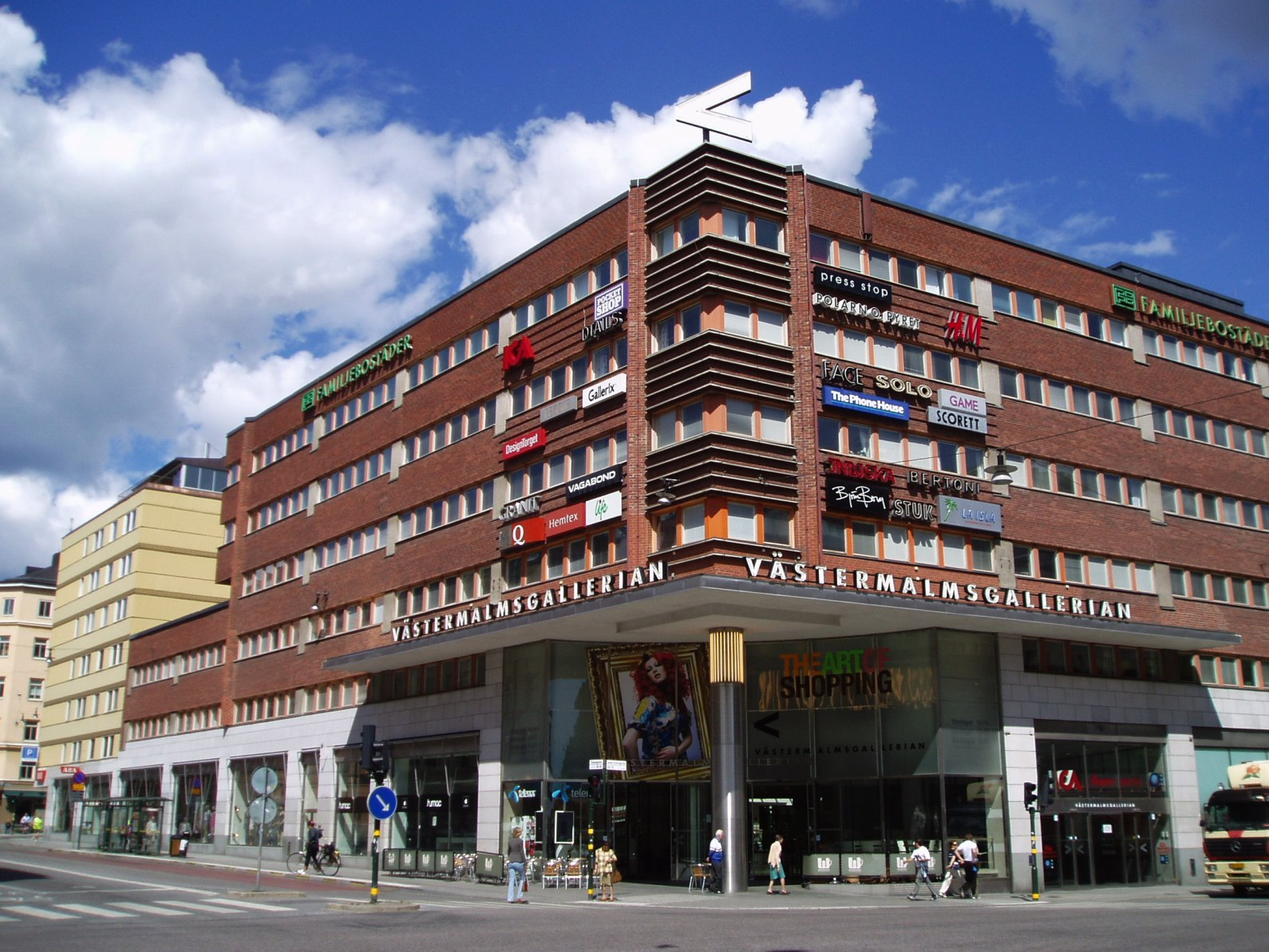
Västermalmsgallerian återintroducerade namnet.

Västermalm är ett alternativt namn för stadsdelen Kungsholmen i Stockholms innerstad eller delar av stadsdelen. Det används av företagare och föreningar och fick ett visst genomslag under 2010-talet, efter att ett större köpcentrum på Sankt Eriksgatan namngavs Västermalmsgallerian 2002. I analogi med alternativnamnet fick den nya församlingen som bildades genom en sammanslagning av S:t Görans församling, Kungsholms församling och Essinge församling namnet Västermalms församling när den bildades 2014. Församlingens motsvarar geografiskt Kungsholmens stadsdelsområde och är större till ytan än stadsdelen Kungsholmen. Syftet med namnet är dels att fullständiga serien Norrmalm, Södermalm och Östermalm, dels att lättare kunna skilja stadsdelen från ön Kungsholmen (stadsdelen omfattar bara halva ön).

## Historia
Namnet har figurerat även historiskt under olika perioder och inte alltid för samma platser. Skrivningen "Kungsholmen eller Stockholms Wästre Malm" förekommer på en karta från 1754, vilket kan betyda att Kungsholmen även var känt under det namnet då. I slutet på 1800-talet användes Västermalm om en del av Norrmalm, delen till väster om Malmskillnadsgatan, men ursprungligen inte längre än fram till Kungsholmen. På samma sätt benämndes då de östra delarna av Norrmalm för Östermalm, och då avsågs bara området mellan Malmskillnadsgatan och Träskrännilen, det vill säga ungefär där Birger Jarlsgatan går. I början av 1900-talet, när Östermalm fått ett större genomslag som namn och även omfattade hela Ladugårdslandet, började Västermalm att användas om delar av Kungsholmen av föreningar och företag som låg där. Det antogs aldrig officiellt och kom under lång tid heller inte till någon större användning även om till exempel idrottsföreningen Westermalms IF, Västermalms båtklubb och ett tryckeri använde det i sina namn. 
Namnet togs upp på nytt då Västermalmsgallerian öppnade år 2002 och fick därmed en ny spridning. Bland annat har ett apotek, en barnmorskemottagning, en vaccinationsmottagning, en trafikskola och del andra företag därefter börjat använda namnet.
Flera bostadsområden under 2010-talet har tagit namnet som projektnamn, till exempel Västermalmsterrassen, Västermalms atrium och Västermalms Strand, för projekt på de västligaste delarna av Kungsholmen, och byggföretagen önskar ett namnbyte.